# فابیانا کلودینو
فابیانا مارسلینو کلودینو (به انگلیسی: Fabiana Marcelino Claudino) (زاده ۲۴ ژانویه ۱۹۸۵) بازیکن الیبال اهل برزیل، عضو تیم ملی والیبال زنان برزیل و باشگاه ایندوستریا است. کلودینو از بازیکنان مطرح برزیل است که توانسته با تیم ملی برزیل به مدال طلا المپیک ۲۰۰۸ و ۲۰۱۲ رسید و دو نایب قهرمانی در قهرمانی جهان و جام جهانی به دست آورد. فابیانا همچنین پنج دوره مدال طلا قهرمانی جام جایزه بزرگ جهان را به گردن آویخت و همچنین یک دوره قهرمانی آمریکا و قهرمانی دو دوره بازی‌های پان امریکن و جام پان امریکن را به دست آورد.

## باشگاه‌ها
- میناس تنیس (۲۰۰۲–۲۰۰۴)
- رکسونا (۲۰۰۴–۲۰۰۵)
- رکسونا آدس (۲۰۰۵–۲۰۰۹)
- یونیلور (۲۰۰۹–۲۰۱۱)
- فنرباغچه (۲۰۱۱–۲۰۱۲)
- ایندوستریا (۲۰۱۲–۲۰۱۵)

## افتخارات و جوایز

### شخصی
- بهترین اسپکر جایزه بزرگ جهان ۲۰۰۶
- بهترین مدافع وسط روی تور پان امریکن ۲۰۰۶
- باارزشترین بازیکن جام مستر مونتروکس ۲۰۰۹
- بهترین مدافع وسط روی تور جایزه بزرگ جهان ۲۰۰۹
- بهترین مدافع وسط روی تور قهرمانی آمریکای جنوبی ۲۰۱۱
- بهترین مدافع وسط روی تور المپیک ۲۰۱۲
- بهترین مدافط وسط روی تور قهرمانی آمریکای جنوبی ۲۰۱۳
- دومین مدافع وسط روی تور جایزه بزرگ جهان ۲۰۱۴